# Bulbophyllum obyrnei
Bulbophyllum obyrnei là một loài phong lan thuộc chi Bulbophyllum.